# 김영재 (신학자)
김영재(金英才, 1935년 5월 22일~)는 대한민국의 신학자이다. 경상남도 마산에서 부친 김수옥(金秀玉)과 모친 함복순(咸福順) 사이에서 차남으로 태어났다. 독일 마르부르크 대학교의 교회사 교수인 쩰러 교수로부터 “한국교회와 칼빈주의 전통”으로 박사 학위를 받았다. 총신대학교 신학대학원에서 1983년부터 1986년까지 교회사 교수로 재직하였고 1990년부터 합동신학대학원대학교에서 교회사 교수로 있다가 2003년 은퇴하였다.

## 학력
- 서울대학교
- 영국 클리프톤 신학교
- 독일 부퍼탈 신학교
- 독일 마르부르크 대학교 Dr. theol.

## 경력
- 서울대학교
- 고려신학교
- 총신신대원
- 합동신학대학원대학교

## 저서
1. Der Protestatismus in Korea und die calvinistische Tradition. Peter D. Lang. Frankfurt  am Main, 1981
2. 『교회와 신앙고백』. 성광문화사, 1989; 합동신학대학원출판부, 2002
3. 『한국교회사』. 서울: 개혁주의신행협회, 초판 1992(1쇄)
4. 『한국 기독교의 재인식』. 서울: 도서출판 엠마오, 1994
5. 『교회와 예배』. 수원: 합신대학원출판부, 초판 1995, 2012(5판 2쇄)
6. 『기독교 교회사』. 서울: 이레서원 초판 2000, 2002(4쇄), 2004, 재판(2쇄)
7. 『믿음 그리고 행함』. 수원: 합동신학대학원출판부, 2004
8. 『그리스도인의 매뉴얼』. 수원: 합동신학대학원출판부, 2006. 2012(3쇄)
9. 『기독교 교리사 강의』. 수원: 합동신학대학원출판부, 2006
10. 『되돌아보는 한국기독교』. 수원: 합동신학대학원출판부, 2007. 2009(2쇄)
11. 『박윤선」』. 살림출판사, 2007(초판 2쇄)
12. 『기독교 교리사』. 수원: 합동신학대학원출판부, 재판 2009. 2013(2쇄)
13. 『기독교 신앙고백』. 수원: 영음사, 2011
14. 『지각생의 간증: 살아온 이야기』. 수원: 영음사, 2015

## 역서
1. 『이성에서의 도피』(Francis A. Schaeffer 저). 서울: 생명의 말씀사, 1970.
2. 『도피하는 현대인』(Michael Green 저). 서울: 생명의 말씀사, 1972.
3. 『칼빈의 교회관』(Otto Weber 저). 서울: 반석 출판사, 1985,
4. 『신앙교육문답』. 합동신학대학원출판부, 2000.
5. 『요한 세바스찬 바하』. 서울: 예솔, 2011.

## 기념 논문집
1. <김영재 교수 기념 논문집>. 수원: 합동신학대학원대학교, 2008.

## 같이 보기
- 한국의 신학자 목록

## 수상
- 제25회 한국기독교출판문화상 수상[깨진 링크(과거 내용 찾기)]